# Szumátrai orrszarvú
A szumátrai orrszarvú (Dicerorhinus sumatrensis) az emlősök (Mammalia) osztályának páratlanujjú patások (Perissodactyla) rendjébe, ezen belül az orrszarvúfélék (Rhinocerotidae) családjába tartozó Dicerorhinus emlősnem egyetlen élő és egyben típusfaja is. 2019-ben kihalt faj lett Malajziában (becslések szerint kevesebb mint nyolcvan él már csak belőlük, ezért a faj súlyosan veszélyeztetett). Az ismert orrszarvúfajok közül a szumátrai a legkisebb, de más szárazföldi emlősökhöz képest így is nagy. Marmagassága 112–145 centiméter, fej-testhossza 236–318 centiméter, farokhossza 35–70 centiméter. Testtömege élőhelyétől függően 500–1000 kilogramm; általában 700–800 kilogramm. A rekorder példány 2000 kilogrammot nyomott. Mint az afrikai fajoknak, a szumátrai orrszarvúnak is két tülke van: az elülső a nagyobbik, általában 15–25 centiméter magas és az állat orrán ül, a második tülök az elülső és a homlok között helyezkedik el, és igazából csak egy csonk. Testének legnagyobb részét vörösesbarna szőrzet borítja.
Korábban ez az orrszarvúfaj India, Bhután, Banglades, Mianmar, Laosz, Thaiföld, Malajzia, Indonézia és Kína esőerdeiben, mocsaraiban és köderdeiben élt. A történelmi időkben Kína délnyugati részén, főleg Szecsuanban fordult elő. A Természetvédelmi Világszövetség (IUCN) súlyosan veszélyeztetett fajnak minősíti ezt a ritka állatot, mivel ma már csak öt állománya létezik: négy Szumátrán és egy Borneón; nemrég a Maláj-félszigeten levő  kihalt. Igen nehéz megbecsülni a példányok valódi számát, mivel magányos állatok és az előfordulási területeiken szétszórva élnek. Feltételezések szerint világszerte - az állatkerteket is beleértve - kevesebb, mint 80 szumátrai orrszarvú maradhatott. A Maláj-félszigeten élő állománynak a fennmaradása igen kérdéses, a négy szumátrai állományból az egyik már valószínűleg kihalt. Az egyedszámcsökkenés fő oka az orvvadászat, mivel az orrszarvúak tülkét nagyra becsülik a hagyományos kínai orvoslásban. Emiatt a feketepiacon egy kilogramm orrszarvútülök 50 000-65 000 amerikai dollárért kel el. 2019. május 27-én elpusztult Tam az utolsó malajziai hím szumátrai orrszarvú; 2019. november 23-án ezt követte Iman az utolsó malajziai nőstény. E két példány halálával Malajzia területéről kihalt ez az orrszarvúfaj; így a szumátrai orrszarvú már csak Indonézia területén található meg.
Életének legnagyobb részét magányosan tölti, ez alól kivételt képez a szaporodási és a borjak nevelésének időszaka. Az orrszarvúak közül a szóban forgó faj adja ki a legtöbb hangot. Hangadáson kívül területét talajkaparással, cserjék kidöntésével és ürülékkupacokkal is megjelöli. Ezt az orrszarvúfajt többet tanulmányozták, mint a félénkebb és ezáltal kevésbé megfigyelt jávai orrszarvút (Rhinoceros sondaicus), talán azért is mert ebből a fajból egy szaporodási program következtében 40 példányt fogtak be. Ez a szaporítási program, azonban katasztrófának bizonyult – már a program kezdeményezői is annak tartották –, mert a legtöbb befogott állat elpusztult és 20 év alatt egy borjú sem született, ez pedig nagyobb állománycsökkenéshez vezetett, mint ha a vadonban hagyták volna őket.

## Felfedezése és neve

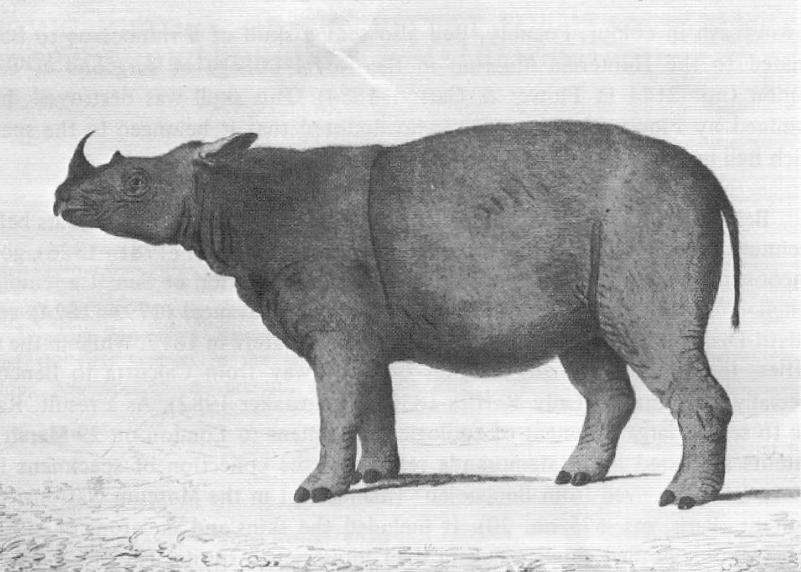
1793-ban, William Bell által készített rajz az állatról. Ez volt az első európaiak által készített ábrázolása ennek az orrszarvúfajnak

Az első szumátrai orrszarvút 1793-ban, Szumátra nyugati partjainál levő Fort Marlborough mellett (16 kilométeres távolságban) lőtték le. Az állatról készült rajzot és első leírást, elküldték Joseph Banks angol természettudósnak, aki akkortájt a Royal Society-nek volt az elnöke. Még abban az évben Banks kiadott egy hivatalos leírást az állatról. 1814-ben Johann Fischer von Waldheim német anatómus, entomológus és paleontológus tudományos nevet adott az állatnak.
A nemének a neve, a Dicerorhinus a görög nyelvből ered: di = „kettő”, cero = „szarv” és rhinos = „orr”: vagyis „kettős szarvorrú”, míg fajneve, a sumatrensis, a típuspéldány lelövésének a helyére, Szumátrára utal. Carl von Linné először minden addig ismert orrszarvúfajt a Rhinoceros nembe sorolt, emiatt von Waldheim tisztelete jeléül, először a Rhinoceros sumatrensis nevet adta az állatnak. Joshua Brookes angol anatómus és természettudós, látva, hogy ennek az állatnak két tülke van, a Rhinoceros nembélieknek pedig csak egy, ezért 1828-ban átnevezte Didermocerus-ra. Aztán 1841-ben Constantin Wilhelm Lambert Gloger német zoológus újra átnevezte az állatot, de most már a ma is használt nevére, a Dicerorhinus-ra. 1868-ban John Edward Gray, szintén angol zoológus a Ceratorhinus elnevezést javasolta. Rendes körülmények között a régebbi név az érvényes, azonban 1977-ben a Nemzetközi Zoológiai Nomenklatúrabizottság (International Commission on Zoological Nomenclature, ICZN) úgy döntött, hogy a Dicerorhinus lesz a hivatalosan elfogadott neve ennek az orrszarvúfajnak.

## Kifejlődése

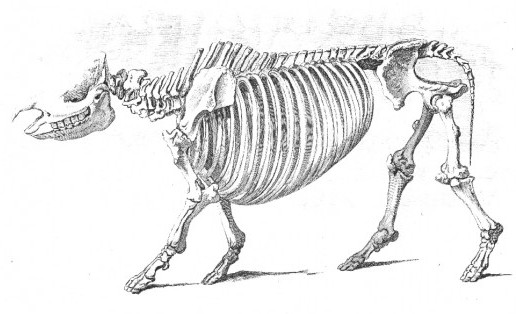
Az orrszarvú csontváza

Feltételezések szerint az első orrszarvúfélék a kora eocén korszakban váltak el a többi páratlanujjú patásoktól (Perissodactyla). A mitokondriális DNS-vizsgálatok szerint a jelenkori orrszarvúak ősei és a lófélék (Equidae) ősei körülbelül 50 millió évvel ezelőtt válhattak szét. A mai orrszarvúfélék családja Eurázsiában jelent meg először, az eocén kor vége felé. A mai fajok ősei, körülbelül a miocén kor idején terjedtek szét Ázsiából.
A ma élő orrszarvú fajok közül a szumátrait tekintik a miocén korban élt őseihez legközelebb állónak, ez a faj mutatja magán a legtöbb ősi jegyet. Őslénytani leletek szerint a Dicerorhinus nem a kora miocénből származik, azaz 23–16 millió éves. Több fosszilis fajt is ebbe a nembe soroltak, azonban a szumátrai fajon kívül a jelenkorban már más faj nem tartozott ehhez a nemhez. A DNS-vizsgálatok azt mutatják, hogy  a Dicerorhinus körülbelül 25,9 (± 1,9) millió éve vált el a ma is élő másik négy fajtól. Hogy a szumátrai orrszarvú ezekkel az orrszarvú fajokkal milyen rokonsági kapcsolatban áll, az három különböző hipotézis szerint eltérő. Az egyik feltevés szerint a szumátrai orrszarvú az afrikai keskenyszájú orrszarvúval (Diceros bicornis) és szélesszájú orrszarvúval (Ceratotherium simum) áll szoros kapcsolatban, mivel ezeknek a fajoknak két tülkük van egy helyett. Egy másik feltevés szerint a szumátrai az indiai és a jávai orrszarvú testvér taxonja, mivel előfordulási területeik majdnem azonosak. A legújabb kutatási eredmények alapján azonban rendszertani szakértők azt feltételezik, hogy az afrikai orrszarvúak (keskeny- és szélesszájú), az ázsiai orrszarvúak (indiai és jávai) és a szumátrai orrszarvú három teljesen eltérő fejlődési ágat képviselnek, (amelyek kb. 25,9 millió éve váltak szét) de, hogy ezek közül melyik vált el előbb a többitől, az egyelőre még tisztázatlan.
Anatómiai hasonlóságok miatt feltételezik, hogy a szumátrai orrszarvú közeli rokonságban áll a késő pleisztocén korban (legutóbbi jégkorszak) élt gyapjas orrszarvúval (Coelodonta antiquitatis). A fosszilis faj a nevét a vastag, gyapjas bundájáról kapta, ahogy a szumátrai fajt is szokták szőrös orrszarvúnak nevezni (hairy rhino angolul). A gyapjas orrszarvú Kína területén jelent meg először, ahonnan később benépesítette Eurázsiát: a Koreai-félszigettől kezdve egészen Spanyolországig megtalálhaó volt. A gyapjas orrszarvú túlélte a jégkorszakot, de akárcsak a gyapjas mamut (Mammuthus primigenius) tízezer évvel ezelőtt már szinte teljesen kihalt. Habár egyes morfológiai kutatások megkérdőjelezték a gyapjas orrszarvú és a szumátrai orrszarvú rokonságát, az újabb molekuláris vizsgálatok alátámasztják, hogy a két faj testvér taxonok.

## Előfordulása

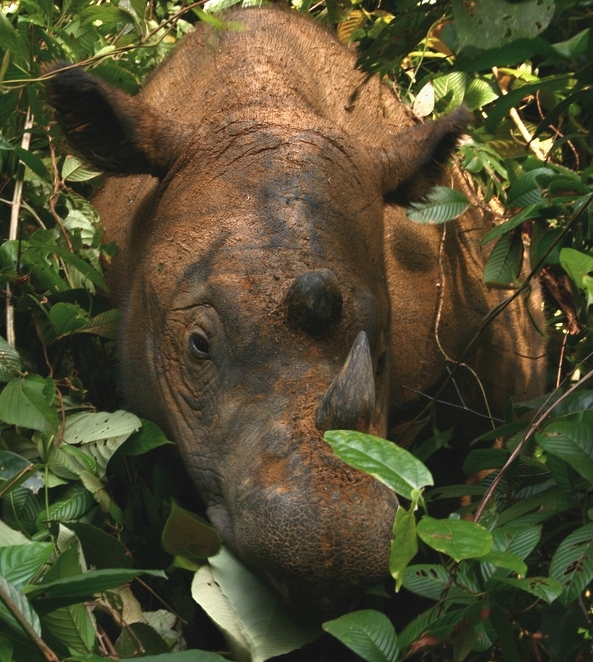
Szumátrai orrszarvú a Way Kambas Nemzeti Parkban

Ez az orrszarvúfaj egyaránt megél az alföldek és hegységek esőerdeiben, mocsaraiban és köderdeiben. Főleg a dombos vízközeli élőhelyeket kedveli, ahol a meredek lejtőkön nagyon sűrű az aljnövényzet. A történelmi időkben a szumátrai orrszarvú előfordulási területe Bangladestől és Kelet-Indiától kezdve, Mianmar északi részén és a Maláj-félszigeten keresztül, egészen Szumátráig és a borneói Sabahig terjedt. Kambodzsai, laoszi és vietnámi elterjedése nincs hivatalos kutatásokkal megerősítve. E faj nemrég még élő példányai a Maláj-félszigeten, Szumátrán és a borneói Sabah szövetségi államban találhatók meg. Egyes természetvédők azt remélik, hogy Mianmar kevésbé feltárt őserdeiben még megtalálható ez az orrszarvúfaj, bár ennek igen kicsi az esélye. A mianmari politikai helyzet ezidáig megakadályozta az orrszarvú felkutatását. A legutolsó indiai beszámolók erről az emlősről az 1990-es években érkeztek.
A megmaradt szumátrai orrszarvú egyedek igen szétszóródva élnek, a többi ázsiai orrszarvútól eltérően időnként sem gyűlnek össze, emiatt a kutatásuk, tanulmányozásuk és védelmezésük igen nehéz. A világon már csak öt helyen található meg a szabad természetben: a szumátrai Bukit Barisan Selatan, Gunung Leuser és Way Kambas nemzeti parkokban, a borneói Sabah államban levő Danum-völgyben, valamint Borneó indonéziai részén, Samarindahtól nyugatra.
Szumátra legnagyobb védett területén az 1980-as években, a Kerinci Seblat Nemzeti Parkban becslések szerint körülbelül 500 egyed élt, azonban az orvvadászat miatt ezt az állományt kihaltnak vélik. Nagyon valószínűtlen, hogy a Maláj-félszigeten még élne ilyen állat.

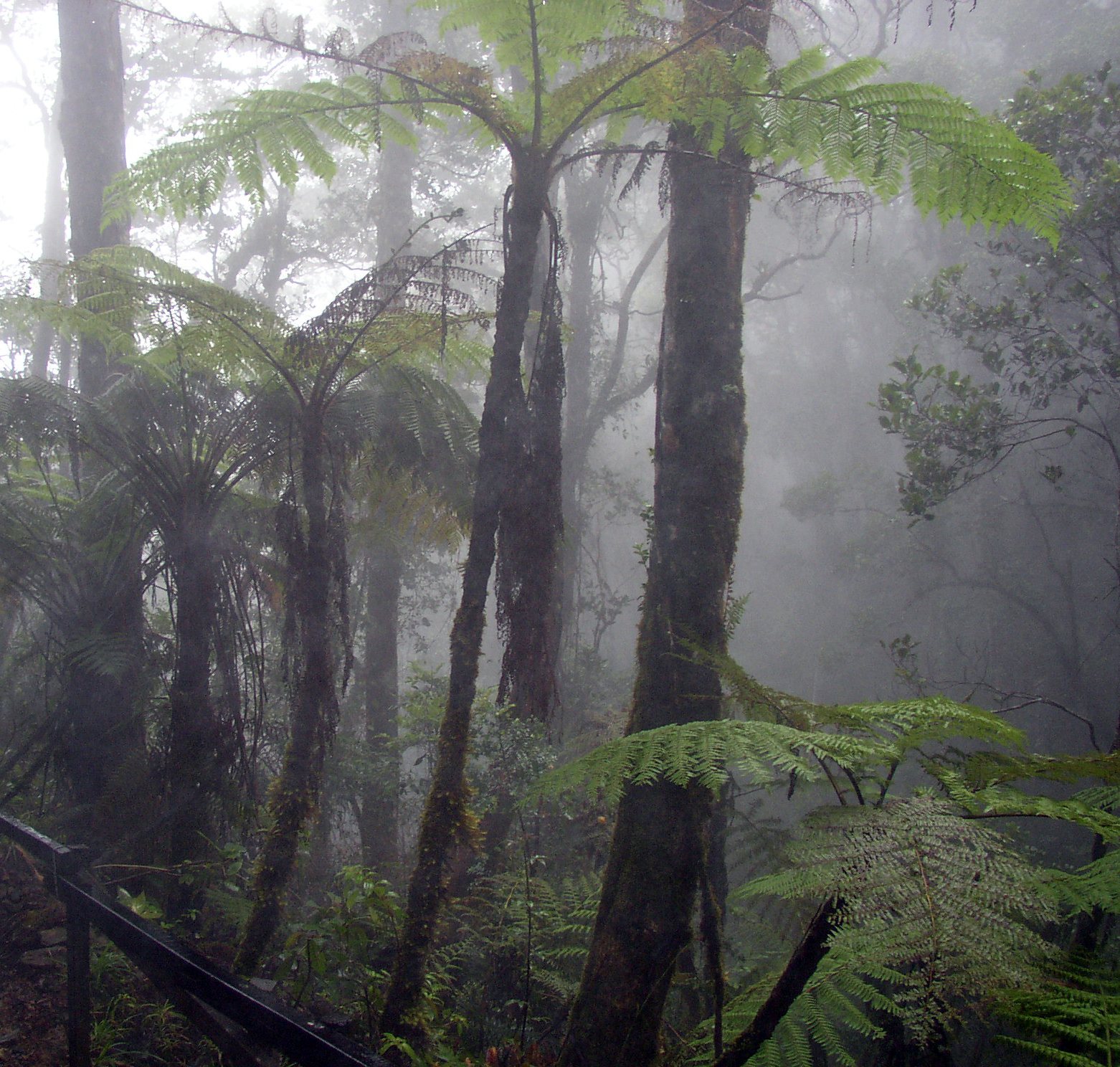
Borneói köderdő

A szumátrai orrszarvú esetén a genetikai mutációk vizsgálata három különböző fejlődési vonalat (haplotípust) mutat. A fejlődésük során úgy tűnik a Malaka-szoros nem volt olyan áthatolhatatlan határ mint a Szumátrán végighúzódó Barisan-hegység, mivel a vizsgálatok szerint a sziget keleti részén és a Maláj-félszigeten élő példányok között nem találtak eltérést, a hegy túloldalán, Szumátra nyugati részén élő állomány génjeiben csak kisebb eltérést találtak, és ezekhez képest jóval nagyobb eltérést találtak a Borneón élő állomány esetén. Bár Szumátra és Borneó csak a pleisztocén vége óta (kb. 10 000 éve) nem olvadnak egybe a kontinentális Ázsiával (a jégkorszak alatt a tengerszint jóval alacsonyabb volt) így kellett, hogy legyen valamilyen más természetes határ az állományok között, mert a génmutációk közötti nagyobb különbség régebbről ered. Valószínűleg volt egy félsivatagos, kiszáradt folyóvölgyekkel tarkított szélesebb észak-déli sáv, ami elválasztotta a borneói állományt a többitől, ahogy ezt egyes kutatók feltételezik, míg a Maláj-félsziget és Szumátra keleti része átjárható volt mindvégig. (Bár a Barisan-hegység jóval korábbi: kora krétakori, az nem volt teljesen áthatolhatatlan.) A fajmegörző programok szempontjából a kutatók megállapították, hogy a Maláj-félszigeten és kelet Szumátrán élő állomány nem tér el annyira a sziget nyugati, elszigeteltebb állományától, hogy ne lennének képesek egészségesen szaporodni egymással, ugyanakkor úgy gondolják, hogy a Borneón élő állomány már elég nagy eltérést mutat a többihez képest, így ennek fejlődési vonalát egyelőre nem lenne tanácsos keresztezni. Mivel a vizsgálataik a mitokondroális és nem a sejtmag génjein alapulnak, szerintük lehetséges, hogy a szaporodás során sérül a génkészletük, amit mindenképpen kerülni kell, amíg a létszámuk még elegendő és nem kapnak biztató eredményeket hasonló keresztezési programokból. A fajmegörző programok keretében elkezdték feltérképezni az orrszarvú állományok genetikai készletének beszűkülését is. Ez egyelőre azt mutatja, hogy a szumátrai orrszarvú génvariációs szintje eléri a kevésbé fenyegetett afrikai fajokét, de a szumátrai orrszarvú esetén a vizsgálatok még nem annyira előrehaladottak, így meg kell várni a további eredményeket, hogy ez bizonyosság legyen.
Bár az 1990-es évektől ezt az orrszarvúfajt kihaltnak vélték Kelet-Kalimantánban, 2013 márciusában a WWF bejelentette, hogy egy borneói orangutánokat (Pongo pygmaeus) figyelő kutatócsoport West Kutai Regency-ben friss orrszarvú lábnyomokra, dagonyázóhelyekre, csapásokra, tülökmaradványokra és orrszarvúrágásokra bukkantak. Ugyanezek a kutatók legalább 30 különböző növényfajon fedeztek fel orrszarvúharapásokat. 2013. október 2-án, szintén a WWF, szumátrai orrszarvúról készült filmet mutatott be, ami a kalimantani Kutai Baratban készült egy fára erősített kamera segítségével. A szakértők szerint a filmen két különböző példány van, azonban ezt nem lehet pontosan tudni. A „Jakarta Post” szerint Indonézia Erdészeti Minisztere, Zulkifli Hasan „nagy jelentőségűnek” tartja ezt a videót, továbbá a miniszter azt is mondta, hogy „az a cél, hogy évente három százalékkal nőjön az orrszarvúállomány”.
Egy 2017-ben készült becslés szerint, az orrszarvú mind az öt védett területének szakértőinek véleménye alapján a legjobb esetben is csak 90 példány élhet vadon, de az is lehet hogy a valós szám mindössze 30. 2019 november 23.-án az utolsó maláj-félszigeti példány is elpusztult. Az Iman nevű nőstény rákkal küzdött. Így a kontinentális állomány végleg kihalt.

## Alfajai

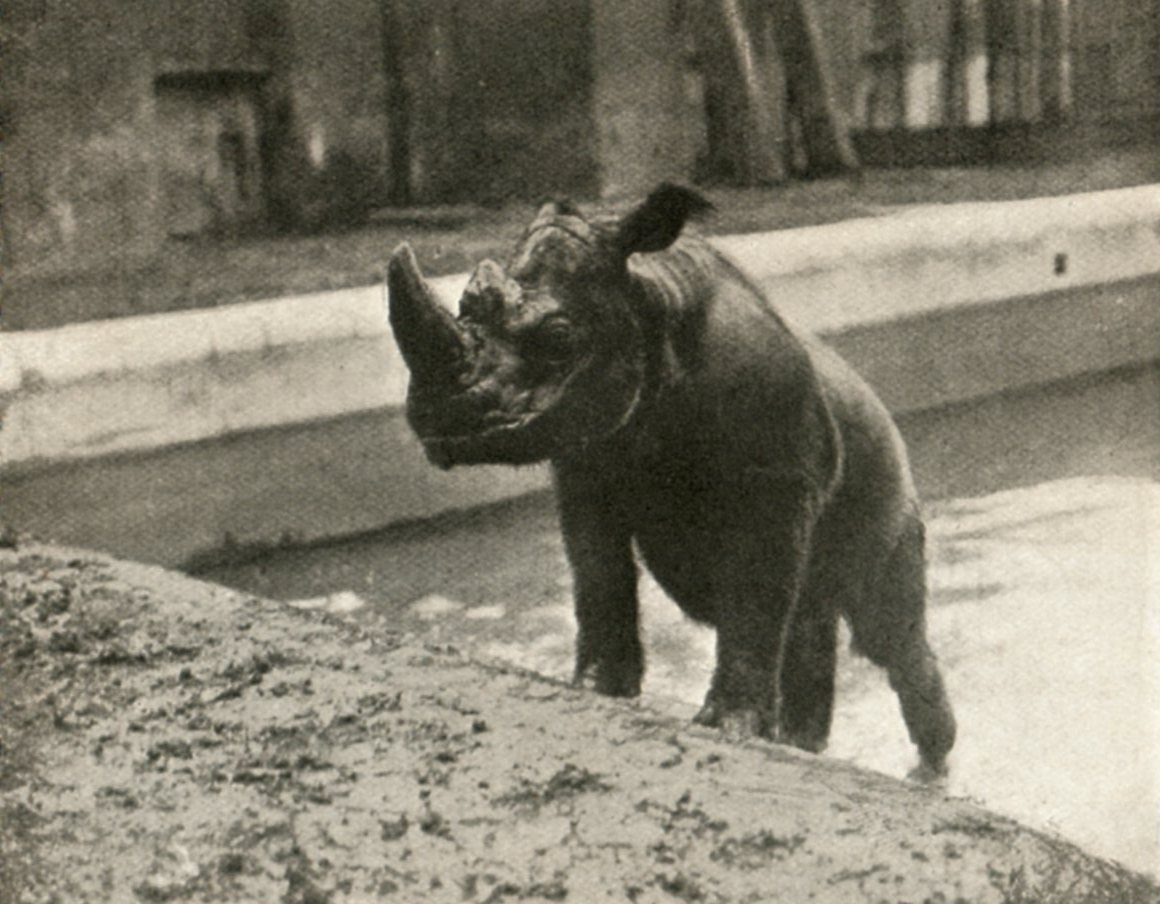
Hatalmas tülökkel rendelkező bika, a mára már kihalt D. s. lasiotis alfajból. A képen látható példány a londoni állatkertben élt 1904 körül

- Dicerorhinus sumatrensis sumatrensis G. Fischer, 1814 – laikus megnevezéssel: nyugat-szumátrai orrszarvú: feltételezések szerint, csak 75–85 példány él belőle, többségük a szumátrai Bukit Barisan Selatan Nemzeti Parkban és a Gunung Leuser Nemzeti Parkban, valamint a Way Kambas Nemzeti Parkban is található néhány.[9] A Maláj-félszigetről valószínűleg kihalt.[21] Megmaradásának legfőbb veszélyeztető tényezői az élőhelyek elvesztése és az orvvadászat. Ez az alfaj és a D. s. harrissoni alfaj között kis genetikai eltérést mutattak ki.[9] A Maláj-félszigeten élt állományt, korábban D. s. niger-ként ismerték, de azóta beleolvasztották ebbe az alfajba.[1]

- Dicerorhinus sumatrensis harrissoni Groves, 1965 (laikus megnevezéssel kelet-szumátrai orrszarvú vagy borneói orrszarvú): korábban széles körben elterjedt volt Borneón, 2008-ban viszont már csak körülbelül 10-50 egyede élt.[9] Az ismert állomány Malajzia Sabah nevű államában élt, de fákra szerelt vadkamerák Kelet-Kalimantanban is felvették őket.[42] A sarawaki észlelések nincsenek megerősítve.[9] 2015. április 23-án a maláj Borneo Rhino Sanctuary hivatalnokai bejelentették, hogy a szumátrai orrszarvú eme alfaja a vadonban kihalt, fogságban is csak három példány él, egy hím, Tam és két nőstény, Iman és Puntung - 2017-2019 között mindhárom példány elpusztult.[43] Ez az állat az alfaj nevét, az angol Tom Harrissonról kapta, aki az 1960-as években Borneóban zoológiai és antropológiai kutatásokat végzett.[44] A három alfaj közül ez a legkisebb méretű.[1]

- †Dicerorhinus sumatrensis lasiotis Buckland, 1872 – laikus megnevezéssel: észak-szumátrai orrszarvú: a történelmi időkben Indiában és Bangladesben élt, de azóta kihaltnak nyilvánították. Megerősítetlen beszámolók szerint Mianmarban még élhet egy állománya, azonban az ország politikai helyzete megakadályozza az utánajárást.[9] Az alfajnév, a lasiotis a görög nyelvből ered, és jelentése: „szőrös fülek”. A későbbi kutatások bebizonyították, hogy ennek az alfajnak nem voltak szőrösebb fülei, mint a többinek, ennek ellenére a D. s. lasiotis megtarthatta az önálló alfaji státusát, mivel a három alfajból ez volt a legnagyobb testű.[1]

## Megjelenése

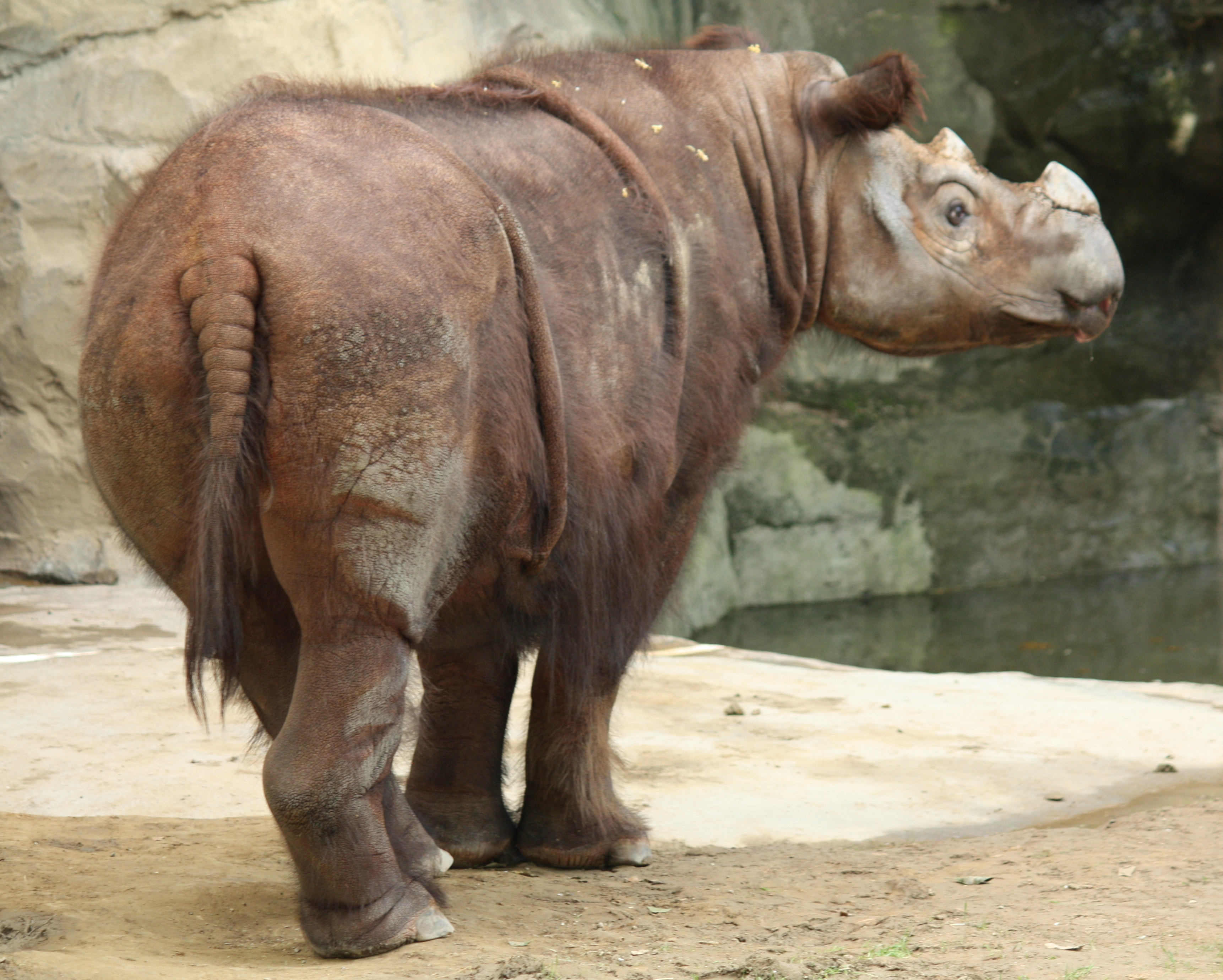
Vörösesbarna szőrzete ősi megjelenést kölcsönöz ennek a kisméretű orrszarvúfajnak

A kifejlett állat fej-testhossza általában 250 centiméter, marmagassága 120–145 centiméter, testtömege 500–1000 kilogramm (átlagosan mintegy 700–800 kilogramm). Az állatkertekben a legnagyobb példányok elérhetik a 2000 kilogrammos testtömeget is. Mint az afrikai fajoknak, a szumátrainak is két tülke van, a teheneké kisebbek, de más nemi kétalakúság nincs a fajon belül. A két tülök közül az elülső a nagyobbik, melynek hossza 15–25 centiméter között van; a rekord 81 centiméteres volt. A második, vagyis hátsó tülök az elsőnél kisebb, nem hosszabb 10 centiméternél, és csonkként hat. A tülkök sötétszürke vagy fekete színűek. Tülkeit az afrikai orrszarvúktól eltérően nem tudja hatékony fegyverként használni.
Esetlennek tetsző teste és vaskos, erős végtagjai vannak, amelyek alkalmasak arra, hogy az orrszarvú áthatoljon a sűrű erdőn. Patáján három ujj található. Bőre szőrös, gyakran iszap fedi, amellyel a legyek ellen védekezik. A szőrzete vörösesbarna, a borjaknál sűrűbb, mint a felnőtteknél. A fogságban tartott állatok szőrösebbek, mint a vadonbeli fajtársaik, mivel itt nem koptatja a sűrű növényzetben való járás. Fülei körül nagyobb a szőrzet, továbbá farka végén bojtszerű növésű. Kevésbé ráncos, mint a többi ázsiai orrszarvúfaj, azonban a mellső lábai mögött és a hátsó lábai előtt vastag bőrránc veszi körül a testét. A nyaka körül is van egy kisebb bőrránc. Maga a bőr eléggé vékony, csak 10–16 milliméter vastag, alatta pedig nincsen zsírréteg. Mint minden orrszarvúnak, ennek is rossz a látása, azonban a többi érzékei igen kifinomultak. Mérete ellenére igen gyors és mozgékony. Könnyedén felmászik a hegyoldalakra és a meredek folyópartokra.

## Életmódja

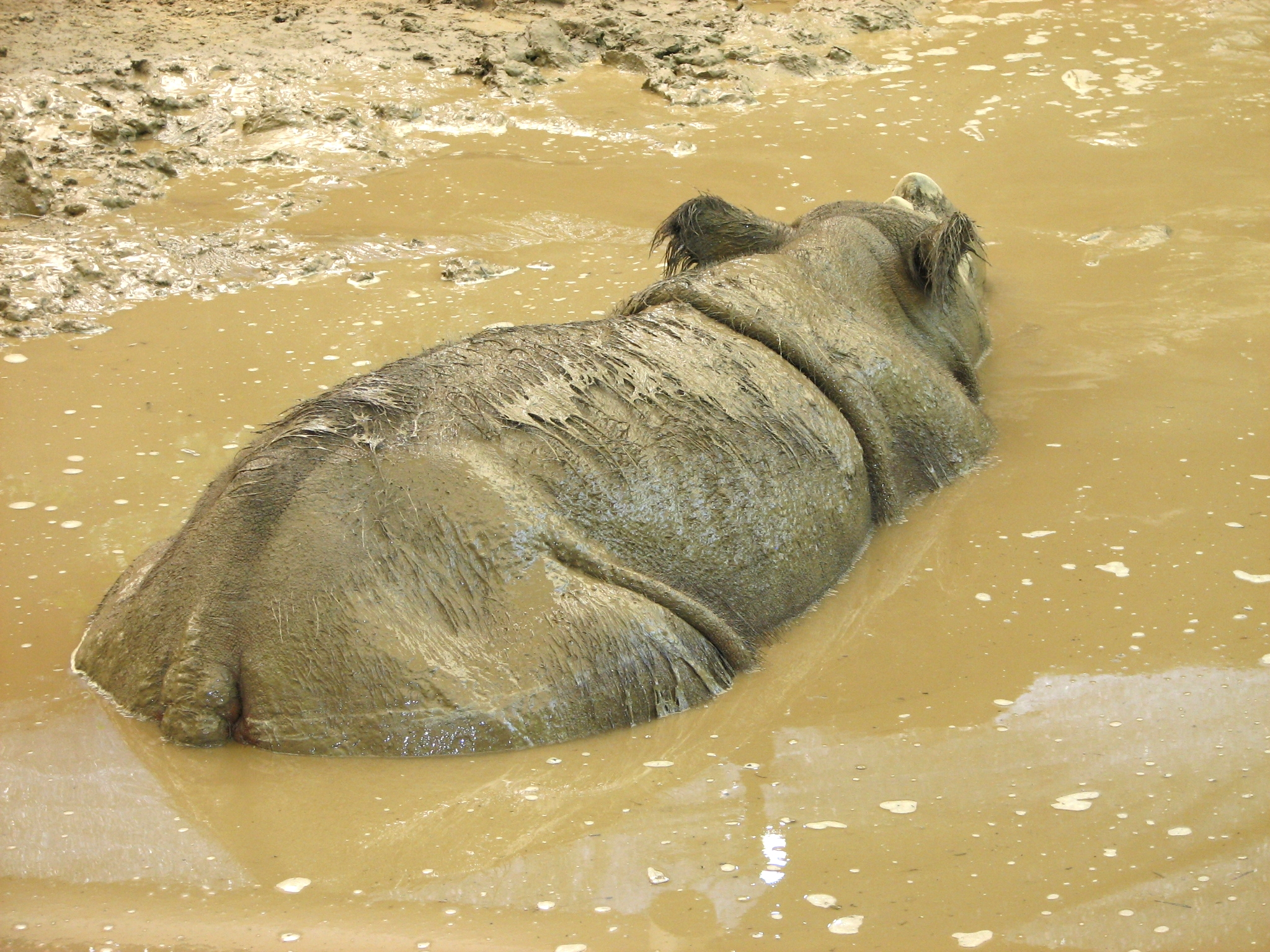
Dagonyázás közben

Ez az emlősállat a síksági és hegyvidéki sűrű esőerdők lakója. A szumátrai orrszarvú bika egyedei a többi rokon fajhoz hasonlóan általában magányosan élnek, és viszonylag nagy, akár 50 km2-es territóriumokat tartanak, melyek határait vizeletükkel, ürülékkupacaikkal, lábnyomhagyásokkal és kidöntött csemetékkel jelölik meg. Nem figyeltek meg azonban harcokat a bikák között, pedig a territóriumok átfedhetik egymást. A tehenek kisebb, általában 10–15 km2-es territóriumokat tartanak, és az övéké nem fedik egymást, továbbá a legtöbbször csak a tehén és a frissen született borjú él együtt egyazon területen.

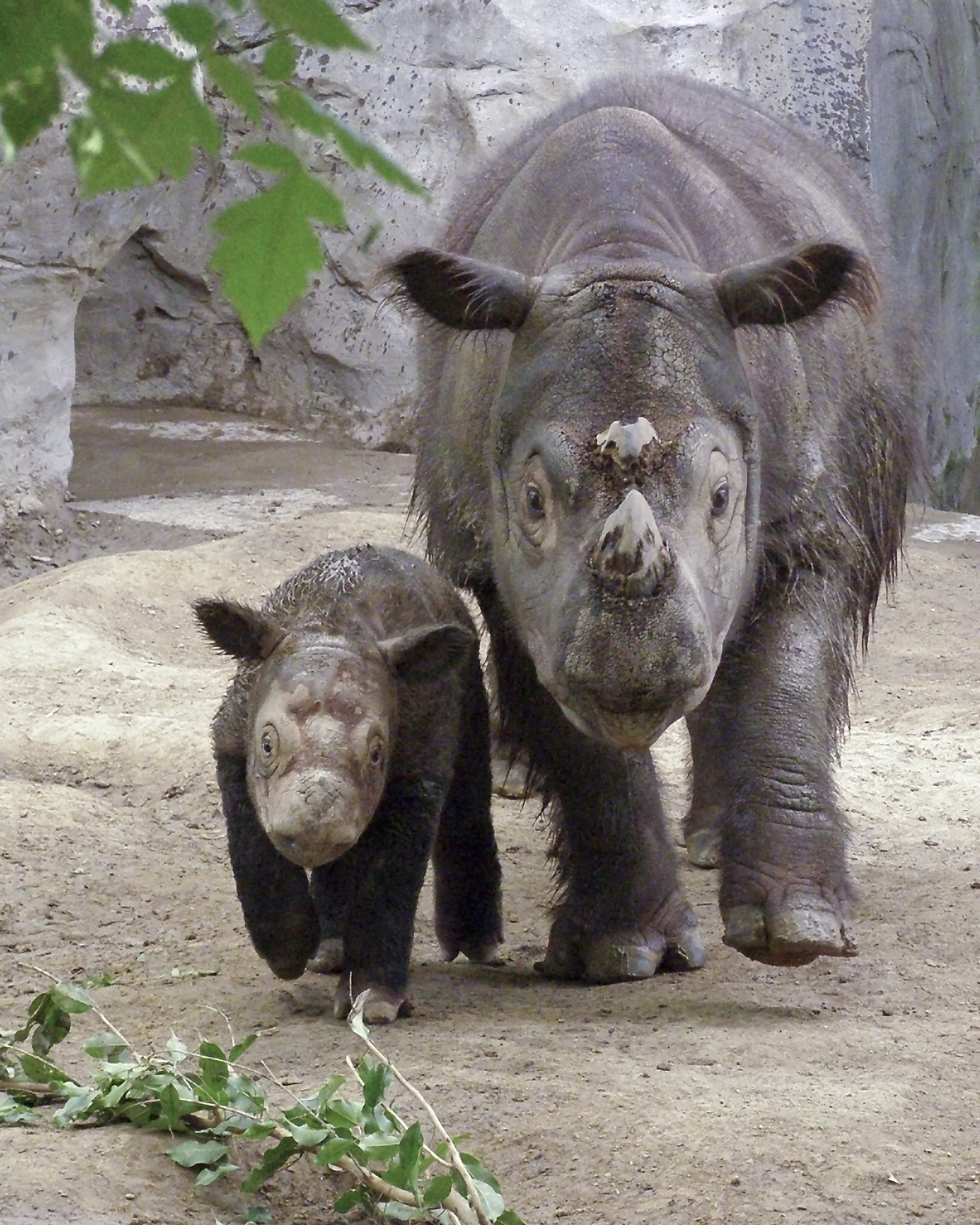
A magányos állat csak párzáskor és borjadzáskor látható más orrszarvú társaságában

Táplálkozáskor a legtevékenyebb, ez pedig hajnalban és szürkület után van. Nappal dagonyázással tölti az idejét, ilyenkor pihen és hűsöl. Az esős évszakban élőhelyének a magasabb részeire húzódik fel, az év hűvösebb részein pedig újra a síkságokra vándorol le. Amikor kiszáradtak a dagonyázóhelyei, az orrszarvú más vizes gödröket tágít ki tülkei és lábai segítségével. A dagonyázás a test lehűtését, valamint a külső élősködőktől és egyéb rovaroktól való megszabadulást szolgálja. A fogságban tartott példányoknak, melyeknek nem biztosítottak dagonyázógödröket, feltört és feldagadt a bőre, szemproblémáik lettek, körmeik feldagadtak, szőrzetük elhullott, és végül elpusztultak. Egy 20 hónapos kutatás azt tárta fel, hogy egy szumátrai orrszarvúnak egyszerre nincs három dagonyázógödörnél több, továbbá 2–12 hét után az orrszarvú elhagyja a helyet és újat keres magának. A dagonyázás általában a nap közepén van és 2–3 órán át tart, ezután pedig táplálkozni indul. Habár a szumátrai állatkertekben az orrszarvúak kevesebb mint 45 percet töltenek dagonyázással, a vadonban ez a kedvelt tevékenység jóval hosszabb: 80–300 percet tarthat, az átlag 166 perc naponta. Ha egyáltalán nincs dagonyázóhely, vagy más vizesgödör a térségben, akkor a sekélyebb folyószakaszok is megfelelnek.
Mivel igen ritka és eléggé újonnan kutatott állat, a faj körében még nem végeztek járványtani kutatásokat. A 19. században a fogságban tartott állatok körében végzetesnek bizonyultak a kullancsok és a Gyrostigma nevű bagócslegyek szúrásai. Ismert tény, hogy az orrszarvúféléket megtámadja a bögölyfélék által terjesztett Trypanosoma, amely a surra nevű vérbetegség okozója. 2004-ben a Szumátrai Orrszarvút Megmentő Központban (Sumatran Rhinoceros Conservation Centre) 18 nap alatt mind az öt itt tartott példány elpusztult az előbb említett betegség miatt. A kifejlett állatnak az emberen kívül nincs természetes ragadozója, azonban a borjakból zsákmányolhat a tigris (Panthera tigris) és az ázsiai vadkutya (Cuon alpinus). Hogy milyen gyakran történik ez meg, azt nem tudjuk. Bár az elterjedési területe átfedi az ázsiai elefánt (Elephas maximus) és az ázsiai tapír (Tapirus indicus) élőhelyeit, állítólag az állatok nem versengenek egymás között a táplálékforrásokért. Sőt, a megfigyelések szerint az elefántok és az orrszarvúak ugyanazokat a csapásokat használják. A két nagytestű állatfaj utat nyit a sűrű erdőben a kisebb, szarvasféléknek, disznóféléknek és vadkutyáknak. Az orrszarvúk csapásai két típusúak lehetnek: a jártabbak, azaz a növényzettel kevésbé benőttek, hosszabbak és az évszakos vándorlásaikon használják; a kisebb csapások, amelyek egy orrszarvú területén belül összeköti a dagonyázóhelyeket és sógödröket a táplálkozóhelyekkel, ezeket még jócskán borítja növényzet. Útjai során folyókon is átkel, könnyen átúszik 1,5 méternél mélyebb és 50 méter széles folyókat is, még erős áramlás esetén is.
Feltételezések szerint a vadonban körülbelül 30–45 évet él. Fogságban az élettartamrekordot egy D. s. lasiotis alfajbeli tehén példány tartja, amely 32 évet és 8 hónapot élt. 1900-ban a londoni állatkertben pusztult el.

### Táplálkozása
Ez az állat főleg az éjszaka érkeztével és reggel korán táplálkozik. Tápláléka jórészt a trópusi esőerdők növényzetéből kerül ki, leveleket, hajtásokat, illetve a fákról lehulló ágakat és gyümölcsöket fogyasztja. A nagyon fiatal csemetéket mindenestül megeszi. Életmódja szerint lombevő állatként van számon tartva, és az életben maradásához napi 50 kilogrammnyi táplálékra van szűksége. Az ürülékének átvizsgálásával a kutatók megtudták, hogy ez az orrszarvúfaj több mint 100 növényfajjal táplálkozik. Az 1–6 centiméter átmérőjű csemetéket is elfogyasztja. A csemetéket a testével dönti ki, úgy, hogy rámegy anélkül, hogy rátaposna, utána pedig leeszi a leveleit. Számos, táplálékául szolgáló növényfaj csak elszigetelten és kis helyen fordul elő, ami azt jelenti, hogy ahhoz, hogy az orrszarvú jóllakjon, több helyet is fel kell, hogy keressen. Tápláléknövényei főleg a következő családokból kerülnek elő: kutyatejfélék (Euphorbiaceae), buzérfélék (Rubiaceae) és díszlevélfafélék (Melastomataceae). Legkedveltebb és legközönségesebb tápláléka a cseresznyemirtusz (Eugenia).
Kimondottan növényi tápláléka gazdag a rostokban, de szegény a fehérjékben. A só nyalása létfontos számára, emiatt fontos szerepet játszanak életében azok a sólelőhelyek, ahol a talaj sótartalma jelentősen magasabb. Ezeket a sógödröket időről időre, általában havi rendszerességgel felkeresi. A bika itt „értesül” a szagnyomok alapján általában arról is, ha a territóriumában fogamzóképes tehén fordul elő. A létszükséges ásványokat a vulkanikus iszap evése mellett az ásványokban gazdag növények fogyasztásával is megkaphatja.

### Kommunikációja
Az összes ma élő orrszarvúfaj közül a szumátrai orrszarvú adja ki a legtöbb hangot. Az állatkertekben megfigyelt példányok majdnem folyamatosan kapcsolatot tartanak egymással hangadással, valószínűleg a vadonban is így tesznek, legalábbis az anya és borja biztosan. Három fő hangtípusa van: visítás, „bálnahang” és fütyülés. A visítás igen rövid, 1–2 másodpercig tart ez a legegyszerűbb, és ezt használja a legtöbbször. A „bálnahang”, ami a hosszúszárnyú bálna (Megaptera novaeangliae) „énekére” emlékeztet (innen a neve is), egy erős visítással kezdődik és körülbelül 7 másodperces hangoskodásból áll. A fütyülés két másodperces visításból áll, melynek végén erős levegőfúvás hallható; ezt használja a legkevesebbszer. Ez utóbbi olyan erős, hogy állatkertekben vibrálni kezdenek tőle a ketrecek vasrácsai. Még nem ismert ennek az erős hangkiadásnak az értelme, de legvalószínűbb, hogy veszélyészleléskor, párkereséskor vagy a távoli példányokkal való kommunikációkor játszik szerepet. A fütyülést a vadonban messziről, a sűrű növényzettel borított erdőben is meg lehet hallani. Az elefántnak is van ehhez hasonló hangja, az ormányosé pedig 9,8 kilométerre is elhallatszik. Az orrszarvú füttyhangja sem marad sokkal el ettől.
A hangjelzéseken kívül a szagok is igen fontosak az orrszarvúk közötti kommunikációban. Legfőbb eszköze ennek az úgynevezett ürülékkupac. A kupacot, a fákat és a bokrokat a vizeletével is megjelöli. Néha csemetéket is kicsavar anélkül, hogy táplálkozna belőlük, a kutatók szerint ezzel az állat társainak jelez, mivel főleg a csapások kereszteződésénél találhatók ilyenek.

## Szaporodása

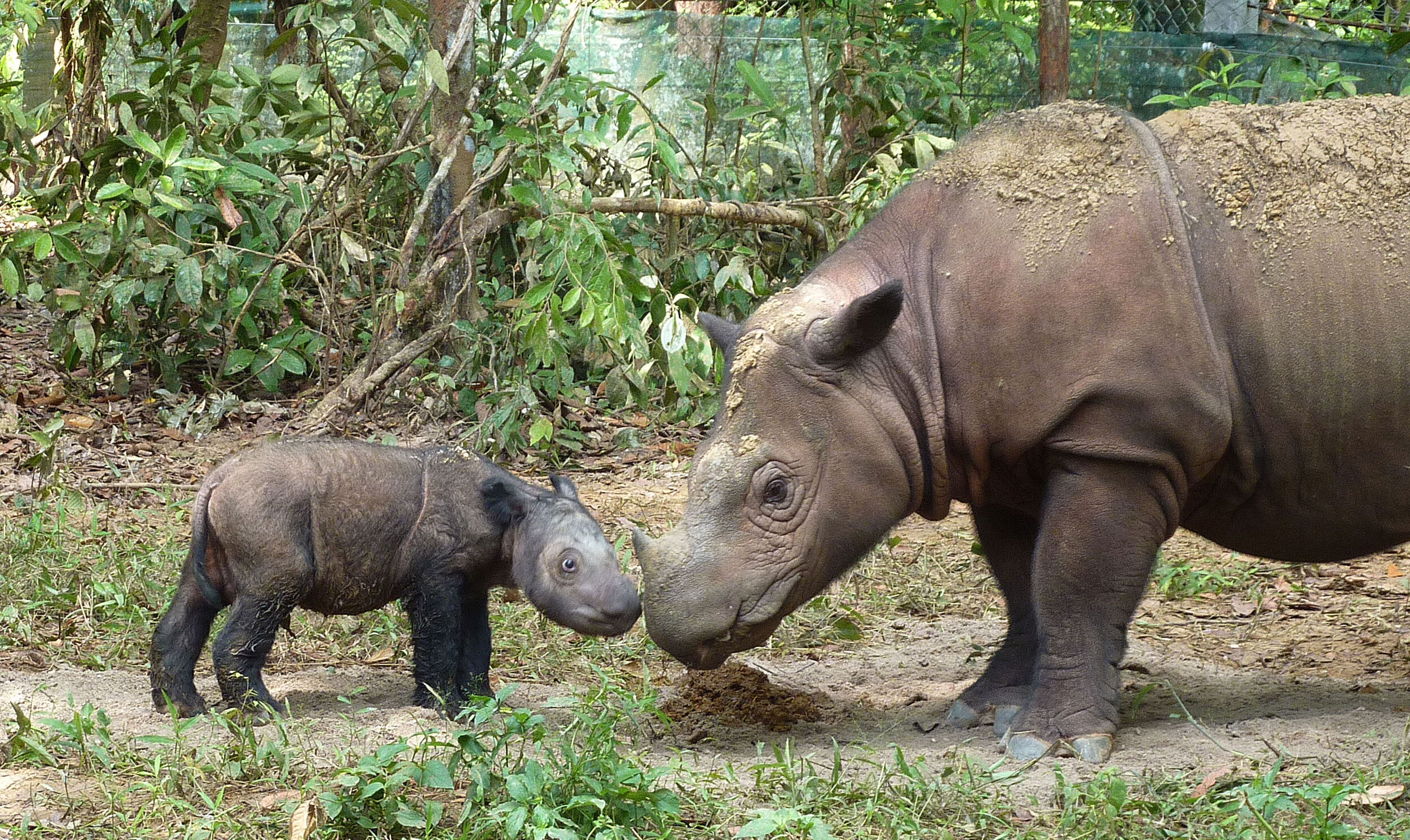
Anyaállat négynapos borjával

A tehén 6–7 évesen éri el az ivarérettséget, míg a bika csak körülbelül 10 évesen. Vemhessége 15–16 hónapig tart. Egyetlen borjat hoz világra egyszerre, ami születésekor körülbelül 40–60 kilogrammot nyom, majd 13–15 hónapos koráig szopik és életének első 2–3 évét anyja mellett tölti. Két ellés között általában 4–5 év telhet el, de a nevelési időszakot vadonélő állatok esetén eddig még nem sikerült tanulmányozni.
Mindent, amit a szumátrai orrszarvú szaporodásáról tudunk, az állatkerti példányok megfigyelésén alapul. Az udvarláskor felerősödnek bizonyos viselkedéseik, így pl. gyakrabban és hangosabban jeleznek egymásnak, emelgetik farkukat, vizelnek, orrukkal bökdösik egymás fejét és ivarszerveit. A párzási viselkedésük leginkább a keskenyszájú orrszarvúéra hasonlít. A fiatal bikák gyakran túl agresszívek a tehenekkel szemben, megsebezhetik, vagy akár meg is ölhetik azokat a párzási időszakban. A vadonban a tehén el tud futni az ilyen bika elől, de zárt helyen erre nincs lehetősége, ezért ez is hozzájárulhat az alacsony szaporodási rátához, illetve halálozáshoz a szaporítási programok keretében fogvatartott orszarvúak körében. A vadonban a párzási időszak egész évben tarthat.
A tehén fogamzó készsége, amikor egyáltalán hajlandó a bikát magához engedni körülbelül 24 órán át tart, ha ez alatt nem történik meg az aktus, akkor ez csak 21–25 nap után ismétlődik meg a megfigyelések szerint. A párzási aktus, ahogy azt a cincinnati állatkertben megfigyelték, 30–50 percen keresztül tart, hasonlóan a többi orrszarvú fajhoz. Ennél rövidebb időtartamot figyeltek meg a Malajziában működő Szumátrai Orrszarvú Fajmegörző Központban (Sumatran Rhinoceros Conservation Centre). Miután a cincinnati állatkertben több sikeres megtermékenyülés is volt, és ezek hosszabb párosodások után következtek be, feltehető, hogy a vadonban is hosszabb az udvarlási szertartás, illetve a párzási aktus. Habár több megtermékenyülés is sikeres volt, a vemhességek egy adott idő után valamilyen okból megszakadtak. Az első sikeres fogságban ellés 2001-ben, a cincinnati állatkertben történt meg. A kutatások és megfigyelések következtében kiderült, hogy a petetermelést az udvarlás idézi elő, és az úgynevezett sárgatesthormon (progesteron) ilyenkor megjósolhatatlan szinteket ér el. A szaporodási sikereket 2001-ben, 2004-ben és 2007-ben úgy érték el, hogy a vemhes teheneknek progestint adtak be. Indonézia nyugati részén is született egy borjú, amely az ötödik fogságban született borjaknak egyike az elmúlt 125 évben.

## A szumátrai orrszarvú és az ember

### Veszélyeztetettsége és védelme

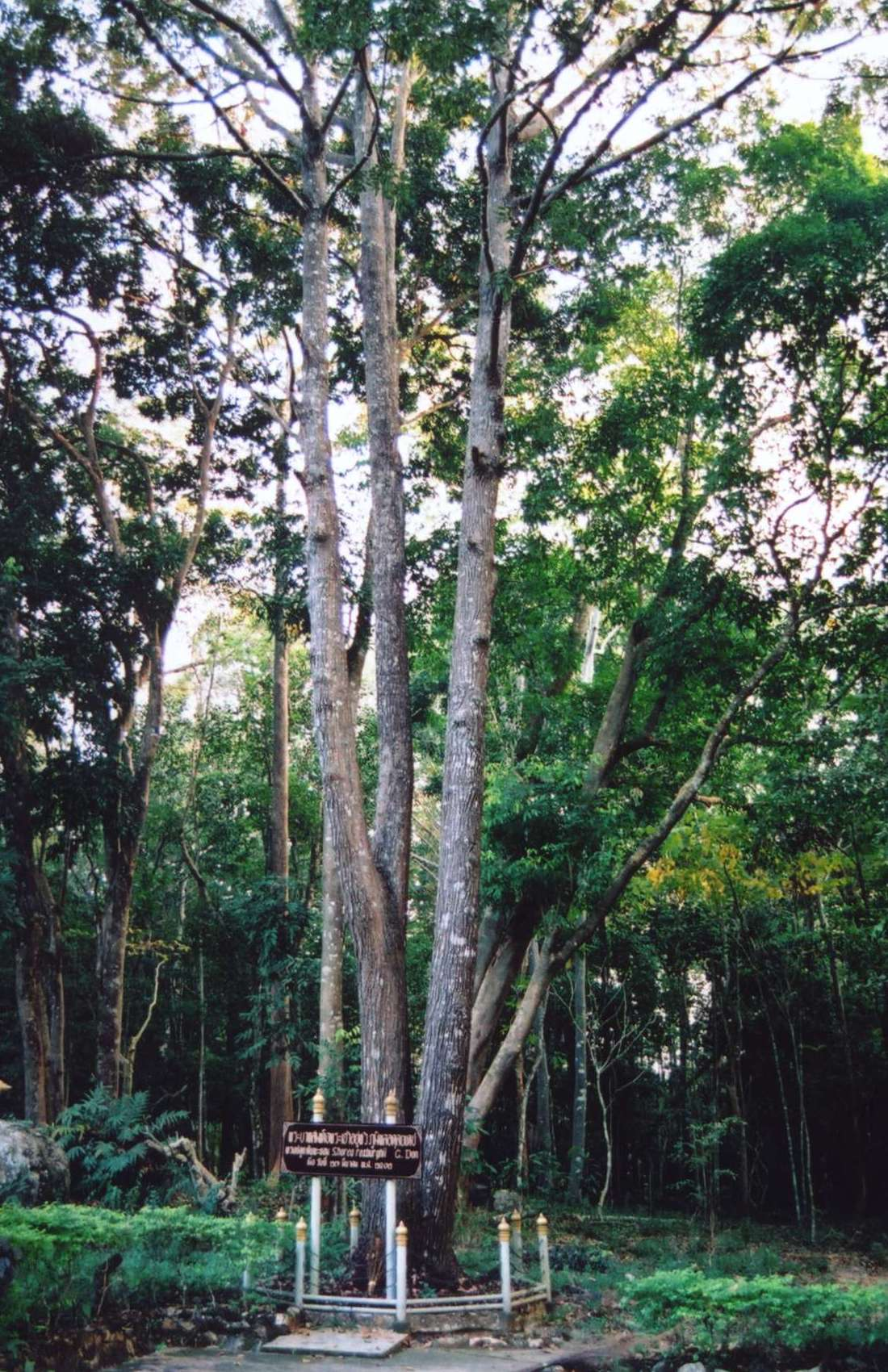
Shorea fa, az egyik fafajta, aminek illegális kitermelése miatt a szumátrai orrszarvú élettere rohamosan csökken

Délkelet-Ázsiában a történelmi időkben a szumátrai orrszarvúk nagy számban fordultak elő. Manapság viszont, becslések szerint, kevesebb mint 100 példánya él. Az állatot súlyosan veszélyeztetett fajként tartják számon, elsősorban az orvvadászat miatt. A 2008-as évben végzett felmérés szerint körülbelül 250 szumátrai orrszarvú létezett. Az 1990-es évek elején, becslések szerint, az állomány minden évtizedben több mint 50%-kal csökken. A megmaradt és egymástól elszigetelt kis állományokat mostanság a beltenyészet is veszélyezteti. Megmaradt területeik, Indonézia kevésbé bejárt hegységeiben vannak.
A szumátrai orrszarvú tülkének kilogrammját a feketepiacon körülbelül 30–50 ezer amerikai dollárért adják el. Ezt az állatfajt már több száz éve pusztítják, ez is egyik oka kicsi és tovább csökkenő létszámának. A vadonban való megfigyelése és vadászata igen nehéz. Egy kutató hét hetet ült egy fára felszerelt megfigyelőhelyen egy sólelőhely szomszédságában, anélkül, hogy megpillantott volna egy orrszarvút. Emiatt az orvvadászok nem keresik fel az állatot, hanem a csapások mentén különböző csapdákat állítanak neki. Ezek a csapdák állhatnak rácsapódó lándzsákból vagy gödrökből. Az 1970-es években feljegyezték, hogy a szumátrai emberek mire is használják fel az orrszarvú különböző testrészeit. A tülökből például amuletteket készítenek, amelyek hiedelmük szerint véd a kígyómarástól. A szárított orrszarvúhúst a hasmenés, lepra és gümőkór (tuberculosis) ellen használták fel. Az úgynevezett „orrszarvú olajat”, melynek készítéséhez néhány hétig kókuszolajban tartanak egy orrszarvúkoponyát, bőrbetegségek kezeléséhez használták. Hogy még mi mennyire használatos az orrszarvú, azt nem tudjuk. A kínai hagyományos orvoslásban az orrszarvútülök afrodiziákumnak számít. Akármire is használják fel, az orrszarvútülöknek még manapság is nagy a piaca.
Szumátrán, melyen a szumátrai orrszarvú mellett Indonézia és Malajzia is osztozik, nagymértékű illegális fakitermelés folyik. Az itteni esőerdőket főleg a keményfaipar számára irtják ki. A ritka fák, mint például az Intsia bijuga, a Shorea-fajok és a Palaquium-fajok igen értékesek a nemzetközi piacokon, köbméterük akár 1800 amerikai dollárt is érhet. Az illegális fakitermelés megakadályozása igen nehéz, mivel számos ember él ugyanott, ahol ezek a fák és orrszarvúk is élnek. A 2004-es indiai-óceáni cunami újabb ürügy volt a további fakitermeléshez. Habár az orrszarvú erdőiből kivágott értékes fák inkább a nemzetközi piacra kerülnek, nem hazai használatra, a szökőár után nagymértékben megnőtt a favágóengedélyek száma. Bár az orrszarvút igen érzékenyen érinti élőhelyének a háborgatása, a fakitermelés kevésbé veszélyezteti, mint az orvvadászat. Ha hagyják, a szumátrai orrszarvú kevésbé egészséges erdőben is képes megélni.

### Fogságban
Bár eléggé ritkán, de az elmúlt 150 évben látható volt néhány szumátrai orrszarvú a világ állatkertjeiben. 1872-ben, a londoni állatkert egy párt szerzett be, melynek a tehenét Begum-nak nevezték el. Őt 1868-ban a bangladesi Csittagongnál fogták be és egészen 1900-ig élt a londoni állatkertben. Fogságban töltött élettartama azóta is rekordnak számít. Ugyanez az egyed a D. s. lasiotis nevű alfaj típuspéldánya. A két orrszarvú beszerzésének idején Philip Lutley Sclater, aki a Londoni Állatkerti Társaság (Zoological Society of London) titkára volt, azt állította, hogy az első ilyen fogságban tartott állatok 1868-ban a hamburgi állatkertben voltak. Mielőtt kihalt volna a D. s. lasiotis alfaj, legalább hét példánya volt látható a világ különböző állatkertjeiben és cirkuszaiban. Ezek ellenére a szumátrai orrszarvú nem viseli jól a fogságot. Indiában, a kolkatai állatkertben történt meg az első fogságban ellés. Ez a ritka esemény 1889-ben történt meg, azonban az egész 20. században egyetlen másik fogságban történő ellés sem volt. 1972-ben, a Subur nevű, utolsó fogságban tartott szumátrai orrszarvú Dániában, a koppenhágai állatkertben pusztult el.
A szumátrai orrszarvú nem szaporodik jól a fogságban. Ennek ellenére az 1980-as évek elején egyes környezetvédő szervezetek szaporítási programot indítottak el a szumátrai orrszarvúfaj körében. 1984 és 1996 között, az úgynevezett ex situ védelem program alatt, negyven orrszarvút fogtak ki a vadonból és szállították a világ különböző állatkertjeibe. Noha az elvárások nagyok voltak és a befogott példányok tanulmányozása sok adathoz vezetett, az 1990-es évek vége felé egyetlen borjú sem született. A programban részt vevő kutatók többsége elismerte, hogy ez a szaporítási program csődöt mondott. 1997-ben, az IUCN ázsiai orrszarvúakra szakosodott csoportja bevallotta, hogy nemcsak, hogy nem sikerült szaporítani az orrszarvút, hanem a negyven befogott példányból húsz el is pusztult. 2004-ben a Maláj-félszigeten egy surrajárvány megölte az összes Szumátrai Orrszarvút Megmentő Központban tartott egyedet, nyolc példányra csökkentve a fogságban tartott szumátrai orrszarvúk számát.

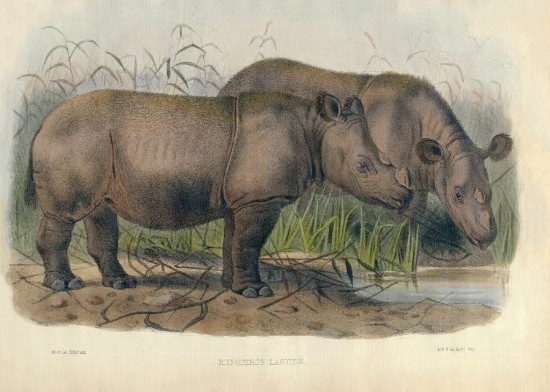
1872-ben készült rajz Begumról és társáról
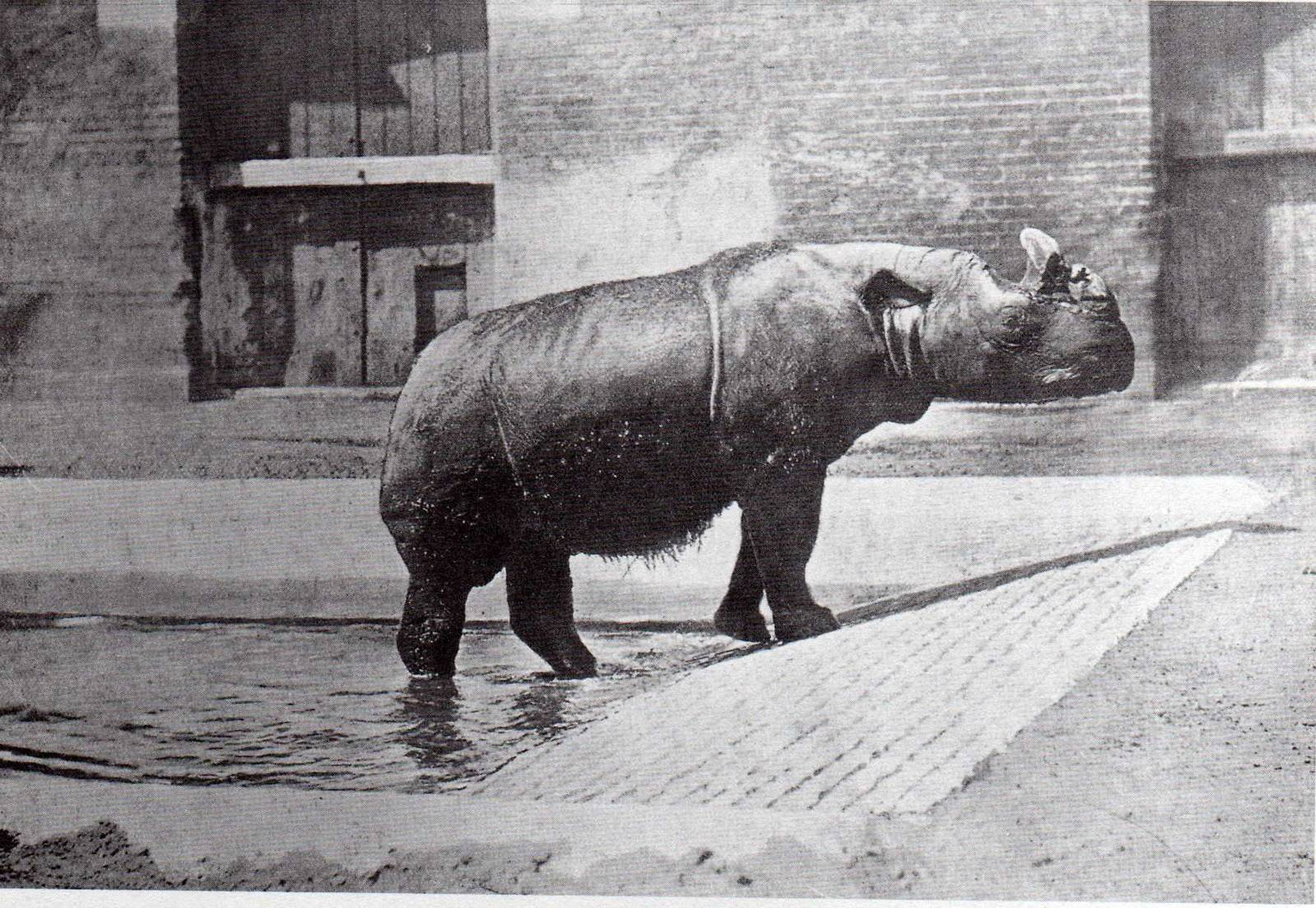
Fénykép Begumról, a D. s. lasiotis alfaj típuspéldányáról
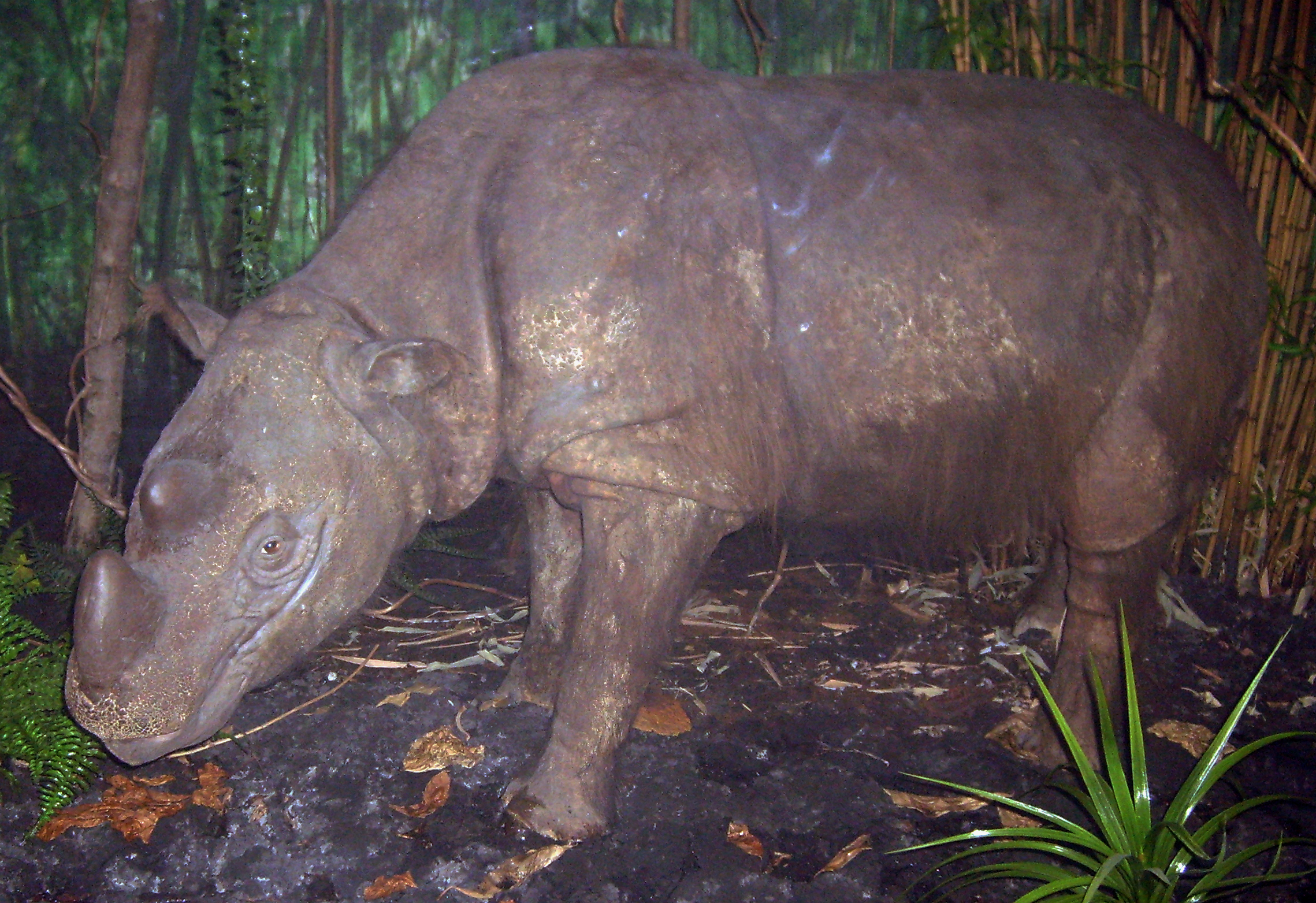
A kitömött Subur, az utolsó fogságban tartott orrszarvú (a szaporítási program előtt) 1972-ben  pusztult el.
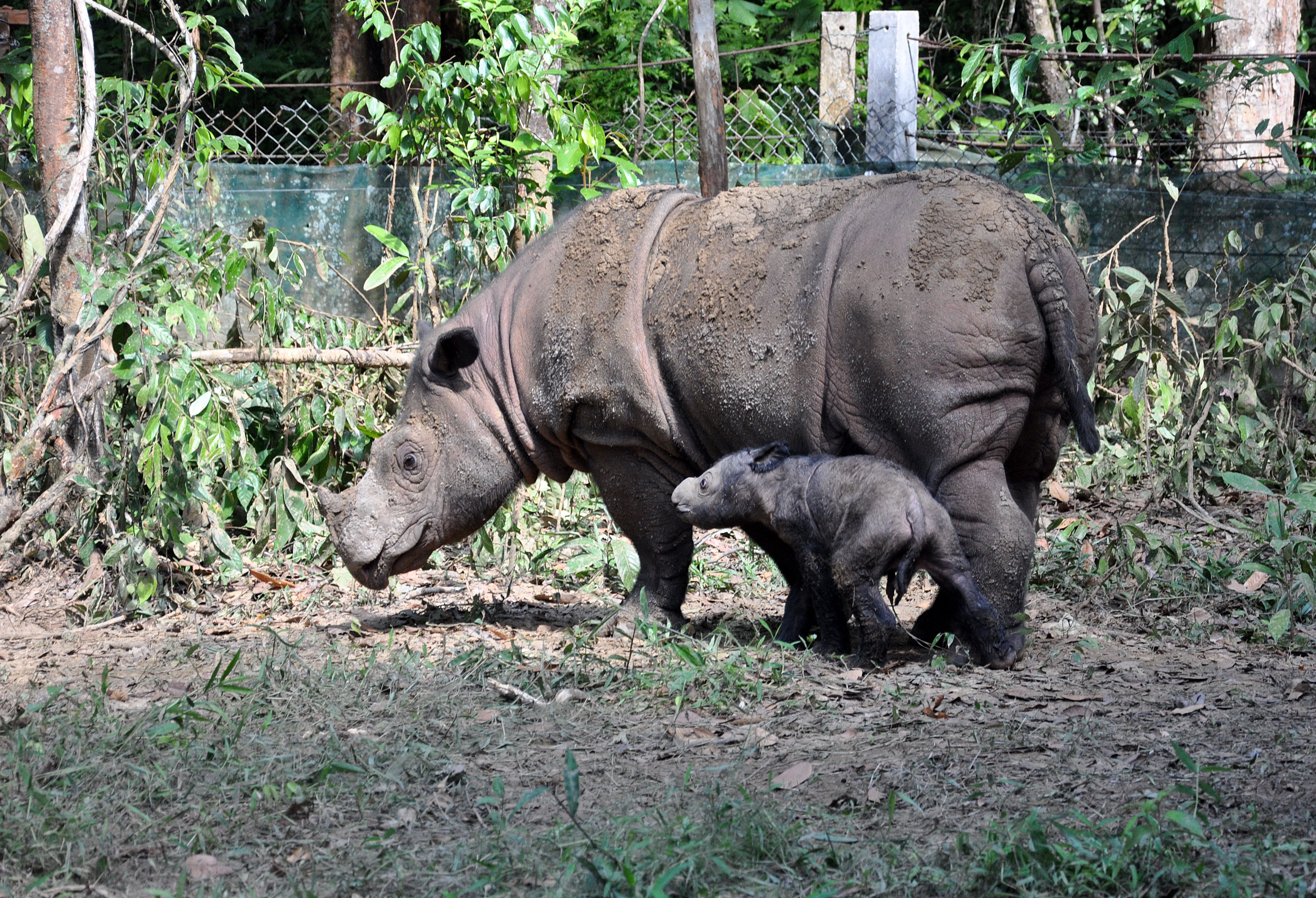
A szaporítási program egyik eredménye

A nyolc megmaradt egyedből hetet átküldtek az Amerikai Egyesült Államokba, egyet pedig meghagytak Délkelet-Ázsiában. 1997-re a nyolc túlélőből már csak három példány maradt meg: egy tehén a Los Angeles-i állatkertben, egy bika a cincinnati állatkertben és egy tehén a bronxi állatkertben. Egy utolsó erőfeszítés reményében a három állatot a cincinnati állatkertben hozták össze. Több éves sikertelen próbálkozás után a Los Angeles-i Emi nevű tehén hatodszorra majdnem életet adott egy kis bikának, Ipuh-nak, azonban ez mégsem sikerült. Az azelőtti öt vemhesség még hamarabb megszakadt. Az évek során az állatkerti kutatások és kísérletek következtében a szakértők rájöttek, hogy a vemhesség alatt speciális hormonális kezelés szükséges. Ennek következtében Emi egy második bikának is életet adott, ennek neve, Andalas, amely indonézül szó szerint Szumátrát jelenti. Andalas 2001 szeptemberében jött világra, és 112 év után az első sikeres, fogságban tartott szumátrai orrszarvú születést jelentette. 2004. július 30-án Andalast egy tehénborjú, Suci (indonézül: „tiszta”) követte. 2007. április 29-én Emi megellette harmadik borját, második kis bikáját, Harapant (indonézül: „remény”, de Harry-nak is hívják). 2007-ben Andalast, amely Los Angelesben élt, átszállították Szumátrára, hogy az ottani szaporodási program keretében egészséges tehenekkel párosodhasson. 2012. június 23-án Andalas apa lett, mivel világra jött az évszázad negyedik fogságban ellett borja. Az Andatu nevű bikaborjú anyja egy vadonban született tehén, melynek neve Ratu. Ratut a Way Kambas Nemzeti Park orrszarvúmenhelyén tartják.
Habár Cincinnatiban sikereket ér el a szaporítási program, amivel jelentős adatokhoz jutnak a kutatók a szumátrai orrszarvú szaporodásával kapcsolatosan, továbbá felhívják az emberek figyelmét az orrszarvúak kényes ügyére: adományokat szereznek az orrszarvúk és a szumátrai élőhelyeinek a megmentésére. Egyesek véleménye szerint viszont ez a program több kárt tesz, mint hasznot (a rengeteg elpusztult állatra hivatkozva), és hogy túlságosan költséges, továbbá, hogy az állatok kivétele az erdőből megváltoztathatja a helyi bioszférát, és még azzal is érvelnek, hogy az orrszarvúak a védett természetes élőhelyükön sikeresebben szaporodnak, mint a mesterséges körülmények között.

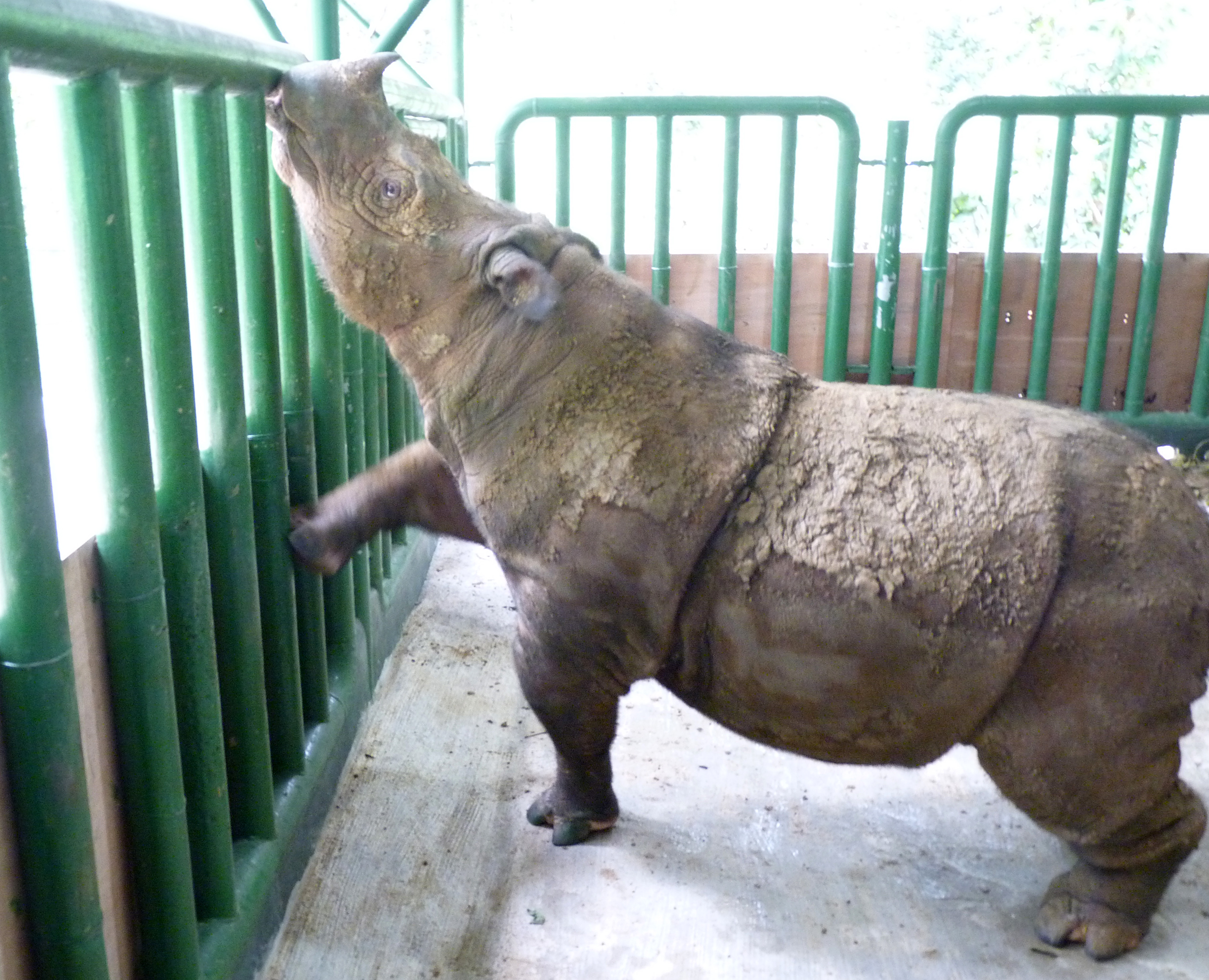
Ratu az ellés alatt
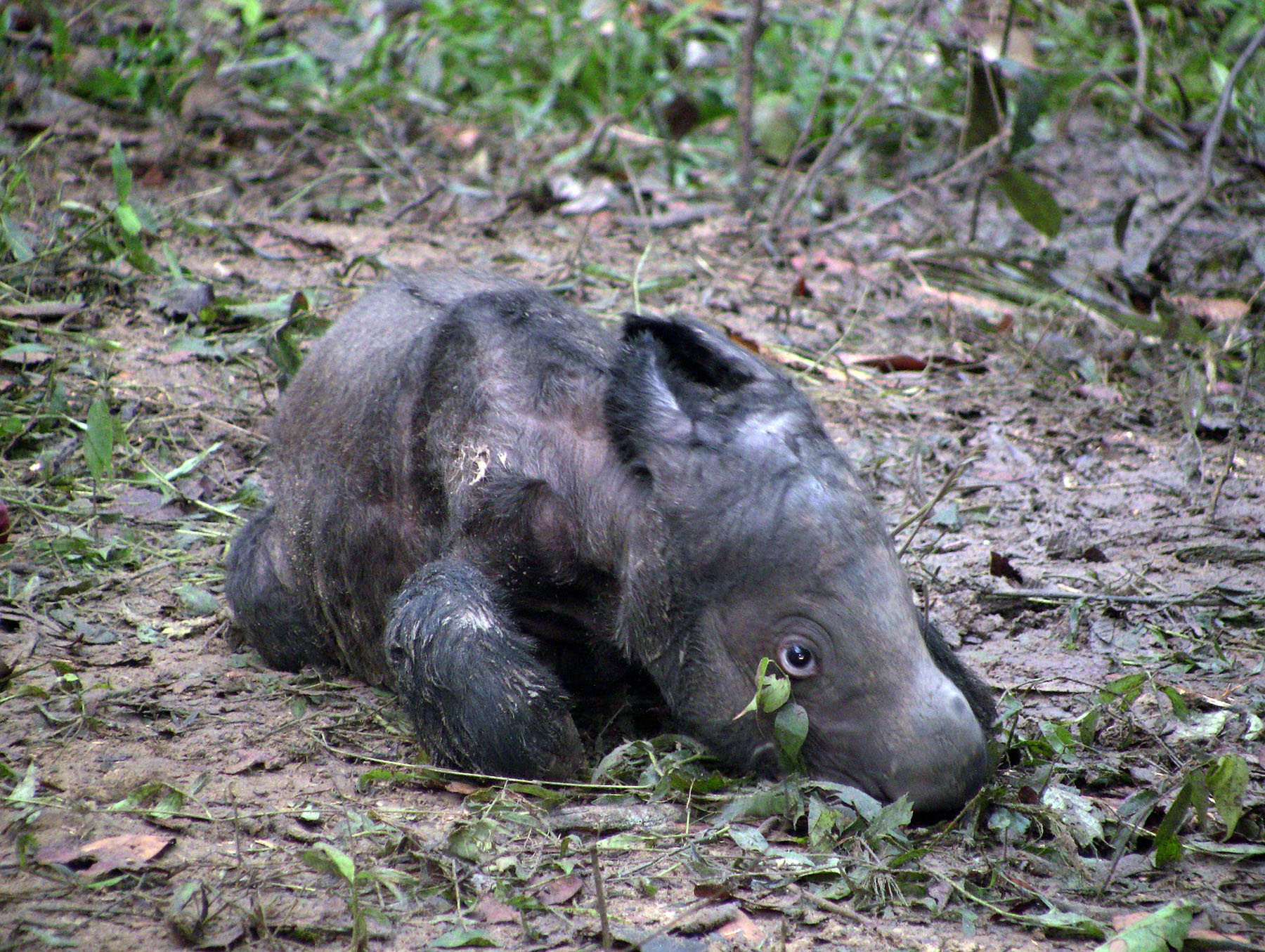
Az újszülött Andatu
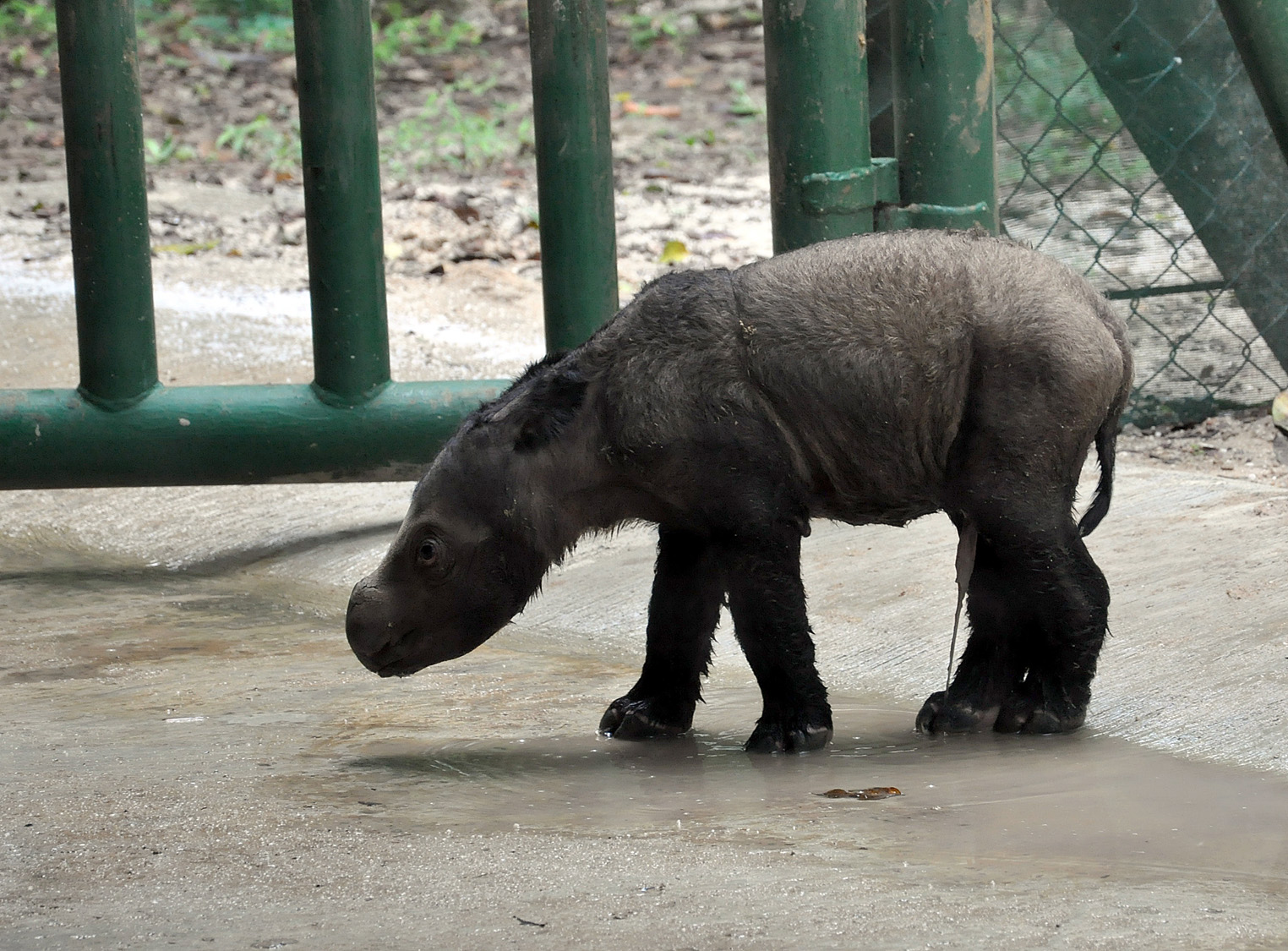
Az igen értékes borjú már lábra állt
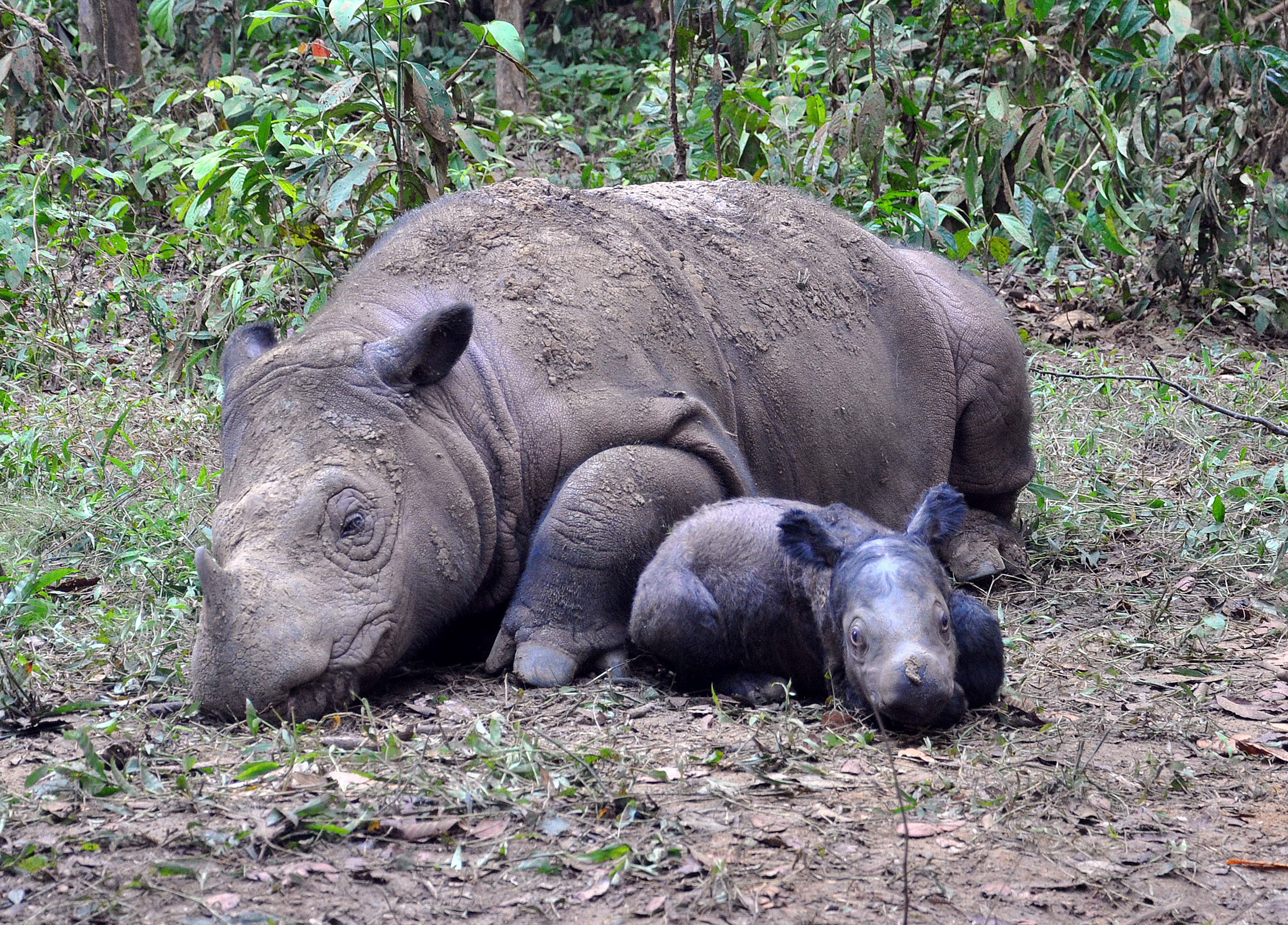
A kiérdemelt pihenés

### A médiában
A néhány állatkerti és könyvekben lerajzolt példányokon kívül a szumátrai orrszarvú alig ismert állat. A sokkal jobban ismert, azaz közönségesebb indiai, keskenyszájú és szélesszájú orrszarvúak több sajtóérdeklődést és ismeretterjesztő filmben szereplést kapnak. Ennek ellenére a szumátrai orrszarvút újabban több ismeretterjesztő filmben is lehet látni: az állatokat vagy a természetes élőhelyükön, vagy pedig a szaporítási program keretében fogva tarartva mutatják be. Ilyen film például az Asia Geographic által bemutatott: The Littlest Rhino. Ez 2001-ben készült úgy, hogy miközben Alain Compost független operatőr a Natural History New Zealand számára készített felvételeket a The Forgotten Rhino című (az indiai és a jávai orrszarvúakról szóló) ismeretterjesztő filmhez, aközben több szumátrai orrszarvút is felvett, és a másik filmet ezekből készítette.
Habár főleg ürülék és lábnyom által ismert a szóban forgó orrszarvú borneói állománya, 2006 áprilisában a fákra szerelt videokameráknak végre sikerült felvenniük a maláj borneói Sabahban e ritka állatot. 2007. április 27-én a kutatók bejelentették a sikert, és a videót széles körben továbbították a nagyvilágban. A felvett állat egy egészséges felnőtt példány volt, amely a filmezés alatt eszik, az aljnövényzetben halad és megszagolja a kamerát. A WWF, szervezet, melynek tulajdona e videokamera, arra használta fel a filmet, hogy a helybéli hatóságokat próbálja meggyőzni a térség védelem alá helyezésében. A megfigyelések tovább folytatódtak, és a fákra szerelt kameraállományt ötven darabbal növelték meg. Ennek eredményét 2010 februárjában látták, amikor is lencsevégre került egy olyan példány, amely vemhes tehénnek tűnik.

### Népi hiedelmek
A 19. század közepétől a 20. század elejéig, a természettudósok és vadászok több népi történetet is begyűjtöttek erről az emlősfajról. Mianmarban az emberek azt hitték, hogy a szumátrai orrszarvú – amely korábban közönséges volt ebben az országban – tűzzel táplálkozik. A népmesék szerint az orrszarvú megérzi a füstöt és eljön a tábortüzekhez, ahol aztán rátámad a táborozókra. Szintén egy mianmari hiedelem szerint az orrszarvút júliusban kell vadászni, amikor is az állatok összegyűlnek a telihold alá. A malájok pedig úgy vélték, hogy az állat tülkének közepe üres, és merüléskor légzőcsőként használja, vagy akár vizet is spriccel vele. Malajziában és Szumátrán az emberek szerint az orrszarvú minden évben levedli tülkét, utána pedig elássa. Borneóban ragadozó életmódot tulajdonítanak az állatnak: a szumátrai orrszarvú ürüléket ereszt a patakba, aztán az ürüléktől megdöglött halakat elfogyasztja.

## Fordítás
- Ez a szócikk részben vagy egészben  a   Sumatran rhinoceros című angol Wikipédia-szócikk ezen változatának fordításán alapul.  Az eredeti cikk szerkesztőit annak laptörténete sorolja fel. Ez a jelzés csupán a megfogalmazás eredetét és a szerzői jogokat jelzi, nem szolgál a cikkben szereplő információk forrásmegjelöléseként.